# María Julieta Ramírez Gallegos
María Julieta Ramírez Gallegos (17 de mayo de 1909 - detenida desaparecida, 30 de noviembre de 1974) fue una dueña de casa y detenida desaparecida durante la dictadura militar chilena. Tenía 65 años al momento de su detención. Es la madre del actor Óscar Castro Ramírez.

## Una madre visita a sus hijos
María Julieta Ramírez estaba casada con Óscar Castro Alcántara, agricultor en las cercanías de Talca, donde criaron a sus hijos, Óscar Castro Ramírez y María Antonieta, más conocida como Marieta. Ella se dedicaba a las labores de casa. Cuando los hermanos terminaron la educación primaria, se fueron a estudiar a Santiago y se alojaron en una casa en el barrio de Independencia. En la capital, ambos se acercaron al mundo del teatro y en 1966, Óscar formó su propia compañía teatro Aleph. Aunque ninguno de los dos militaba en ningún partido o movimiento político, muchos de sus amigos y miembros de la compañía sí lo hacían. Luego del golpe militar del 11 de septiembre, su casa se convirtió en lugar de acogida a personas que necesitaban esconderse. Llegó a refugiarse a la casa Hernán Aguiló, militante del MIR. En noviembre de 1974, la DINA detuvo a Humberto Menanteau, otro dirigente del MIR quien entregó la dirección de la casa de los hermanos Castro. Hernan Aguiló alcanzó a salir de la casa antes que llegara la DINA, pero a Óscar y Marieta los agentes de la DINA los detuvieron el 24 de noviembre.
El día 30 de noviembre de 1974, María Julieta acompañada de su yerno Juan Rodrigo Mac Leod, junto a la entonces pareja de Óscar, Ana María Vallejos, fue a visitar a sus hijos Marieta y Óscar Castro Ramírez, quienes se encontraban detenidos en "Tres Álamos". En el campo de prisioneros, Marieta y Óscar habían decidido hacer teatro juntos para hacer más llevadero el encierro. Por eso, cuando se enteraron de que los visitarían, Marieta le pidió que le llevara los maquillajes. Julieta, entonces, juntó en un neceser todos los cosméticos que encontró en la casa. El día que Julieta llegó a Tres Álamos, no se permitían visitas. Solo le autorizaron a dejar las cosas para sus hijos. María Julieta y Juan fueron al de mujeres. Ahí partió la desaparición de Julieta. Ana María recordaría que: "Alcancé a hacer una seña a María Julieta Ramírez y ella, desde lejos, me gritó: “parece que vamos a poder vernos”. Los vi alejarse hacia el interior del recinto, los dos custodiados por un hombre que llevaba tomada del brazo a María Julieta Ramírez. Salí del lugar y permanecí fuera del recinto durante dos horas a la espera de María Julieta y de Juan Rodrigo, pero no salieron de allí y nunca más volví a verlos". La familia nunca tuvo una explicación de lo que había pasado. Testigos de la detención señalaron que en el momento en que se hizo la revisión de las cosas que llevaba Julieta en el neceser, se encontró un lápiz labial que tenía enrollado en su interior un microfilm con propaganda política del que no tenía conocimiento.

### Villa Grimaldi
María Julieta Ramírez a los 65 años de edad, ingresó al recinto de detención de la DINA de Villa Grimaldi. La expresa política Alejandra Holzapfel, que compartió con ella la reclusión, recuerda su muy buen humor y lo diferente que era al resto de las prisioneras, casi como un personaje fuera de contexto. “Si bien ella tenía dos hijos de izquierda que apoyaron a compañeros del MIR, Julieta siempre manifestó que era una mujer de derecha, entonces eso era extraño en nuestra pieza””. La madre de Óscar Castro era además la prisionera de más edad en ese reducido espacio, pues la mayoría no superaba los 20 años. Alejandra recuerda que en un instinto por proteger y tranquilizar a sus compañeras de celda, Julieta contaba chistes y cantaba. Además, ella mantenía la calma porque estaba segura de que pronto saldría de allí. No había razón para que ella estuviera detenida y por eso mismo, nadie pensó que podría convertirse en desaparecida”.
Uno de esos días, llegaron a liberarla. Alejandra relata que el teniente coronel de Ejército Fernando Laureani Maturana abrió la puerta de la pieza y dijo: “Julieta Ramírez, se va libre. Al escuchar eso, Julieta se paró rápidamente y le reclamó: -Sí, pero antes de irme, me devuelve mi collar de perlas, la argolla de matrimonio, las libras esterlinas, el reloj de oro. A lo que Laureani respondió: -Entonces te quedai, vieja de mierda -y le dio un empujón que la botó al suelo, cerró la puerta y se fue”.

## Informe Rettig
Óscar Castro Ramírez, hijo de Julieta, presentó su testimonio ante la Comisión Rettig, Comisión de Verdad que tuvo la misión de calificar casos de detenidos desaparecidos y ejecutados durante la dictadura. Sobre el caso de María Julieta, el Informe Rettig señaló que:

El 30 de noviembre de 1974 Juan Rodrigo MAC LEOD TREUER, aparentemente vinculado al MIR, y su suegra María Julieta RAMIREZ GALLEGO, concurrieron al centro de detención de Tres Álamos a visitar a María Antonieta Castro Ramírez - cónyuge del primero e hija del la segunda - quien se encontraba detenida junto a su hermano, Oscar Castro Ramírez, ambos militantes del MIR.
Según los testimonios, los guardias del recinto encontraron durante la visita ciertos objetos comprometedores entre las cosas que los visitantes llevaban a sus parientes y por ello fueron detenidos.
Los dos detenidos desaparecieron en poder de la DINA. No existen antecedentes sobre la suerte corrida por Juan Rodrigo Mac Leod después de su detención; respecto de María Julieta Ramírez hay testigos de su presencia en Villa Grimaldi donde se la ve por última vez.
La Comisión está convencida de que su desaparición fue obra de agentes del Estado, quienes violaron así sus derechos humanos.

## Proceso judicial
En 1996, tras años de exilio en Francia, Óscar Castro Ramírez acudió en Chile a la Corporación de Reparación y Reconciliación para que se levantaran acciones judiciales por la desaparición de su madre y cuñado. Se presentó una querella por los delitos de secuestro de ambas víctimas (su madre y su cuñado) ante un Juzgado del Crimen de San Miguel, pero el tribunal se declaró incompetente y remitió el proceso a la justicia militar.
Luego de la detención de Pinochet en Londres, junto con la interposición de las querellas contra Pinochet se activaron los juicios de derechos humanos. Se presentó una querella criminal en contra de Augusto Pinochet y varios jefes y agentes de la DINA por el denominado "Caso Villa Grimaldi”. En 2006, Pinochet fue desaforado por su responsabilidad en los secuestros de María Julieta Ramírez y otros prisioneros de este recinto secreto de detención y torturas. En junio de 2013, se formuló la acusación en contra de Manuel Contreras y otros responsables de estos crímenes.
El caso de Julieta fue investigado por el ministro Leopoldo Llanos como parte del denominado caso “Episodio Villa Grimaldi-Cuaderno Principal” Rol N.º 2162-1998. El 27 de junio del 2014, el ministro Leopoldo Llanos dictó sentencia de primera instancia por la desaparición de 19 personas y por un ejecutado. El magistrado condenó a 13 exagentes de la Dirección de Inteligencia Nacional (DINA) por el delito de secuestro calificado de: Guillermo Roberto Beausire Alonso, Alan Bruce, Jaime Enrique Vásquez Sáenz, Manuel Antonio Carreño Navarro, Iván Carreño Aguilar, María Teresa Eltit, María Isabel Joui Petersen, Jacqueline Drouilly Yurich, Juan René Molina Mogollones, René Roberto Acuña Reyes, Carlos Alberto Carrasco Matus, Hugo Daniel Ríos Videla, Agustín Alamiro Martínez Meza, Juan Rodrigo Mac-Leod Treuer, María Julieta Ramírez Gallegos, Luis Jaime Palominos Rojas, Marta Neira Muñoz, César Arturo Emiliano Negrete Peña, Alejandro Juan Ávalos Davidson y el homicidio calificado de Humberto Juan Carlos Menenteau Aceituno, todas víctimas que permanecieron detenidos en el recinto de Villa Grimaldi.
La sentencia condenó a los exagentes de la DINA a las siguientes penas: 
- Manuel Contreras Sepúlveda: prisión perpetua
- Pedro Espinoza Bravo: 20 años de prisión
- Marcelo Moren Brito: 7 años de prisión
- Rolf Wenderoth Pozo: 7 años de prisión
- Miguel Krassnoff Martchenko: 20 años de prisión
- Fernando Lauriani Maturana: 20 años de prisión
- Gerardo Godoy García: 20 años de prisión
- Ricardo Lawrence Mires: 20 años de prisión
- Basclay Zapata Reyes: 15 años y un día de prisión
- Manuel Carevic Cubillos: 15 años y un día de prisión
- Raúl Iturriaga Neumann: 15 años y un día de prisión
- César Manríquez Bravo: 15 años y un día de prisión
- Orlando Manzo Durán: 10 años y un día de prisión

La sentencia determinó que:

“todas las personas fueron detenidas por la DINA y permanecieron privados de libertad en uno o más de los recintos de detención y cuyos rastros se pierden desde esos lugares, sin que hasta la fecha los privados de libertad hayan tomado contacto con sus familiares, realizado gestiones administrativas ante organismos de Estado, registrado entradas o salidas del país, y sin que conste, tampoco, su defunción. En los casos de diez de ellos, sus nombres aparecieron en periódicos en noticias relativas a la "muerte de extremistas chilenos en el extranjero", montaje denominado "Operación Colombo" o "Casos de los 119".

En relación con el recinto de detención de Villa Grimaldi la sentencia señaló que:

“c) “Cuartel Terranova” o “Villa Grimaldi”, ubicado en Avenida José Arrieta N° 8200 de la comuna de Peñalolén de la Región Metropolitana, que es el que concentró el mayor número de detenidos. Operaban, en este recinto clandestino de detención agrupaciones o brigadas y grupos operativos compuestos por un grupo de agentes de la Dirección de Inteligencia Nacional (DINA), con conocimiento del Director del organismo. Los primeros detenidos llegaron a mediados de 1974. En enero de 1975 “Villa Grimaldi” pasó a convertirse en el centro de operaciones de la Brigada de Inteligencia Metropolitana".

El 16 de septiembre de 2015 la Corte de Apelaciones de Santiago ratificó la sentencia de primera instancia dictada por el ministro Llanos por la desaparición de 19 personas y un ejecutado político. En fallo unánime la Sexta Sala ratificó las condenas efectivas para 11 exagentes de la DINA. La sentencia ratificó las penas en contra de los 11 exagentes. En los casos del exdirector de la DINA: Manuel Contreras Sepúlveda y el exagente Marcelo Moren Brito, se dictó su sobreseimiento por fallecimiento.
La Corte Suprema, el 22 de enero del 2016, ratificó la sentencia dictada en la investigación contenida en el cuaderno principal de la causa denominada: "Villa Grimaldi". En fallo dividido (causa rol 17887-2015), la Sala Penal –integrada por los ministros Milton Juica, Carlos Künsemüller, Lamberto Cisternas, Manuel Antonio Valderrama y Jorge Dahm– ratificó las penas a presidio efectivos de 11 exagentes de la DINA, por su responsabilidad en los 19 secuestros calificados y por un homicidio calificado. Resolución que se adoptó con el voto en contra del ministro Cisternas, quien fue partidario de acoger la prescripción gradual, pero solo respecto de los condenados Krassnoff Martchenko y Lauriani Maturana. En el aspecto civil, se confirmó que el Estado de Chile debe pagar una indemnización a familiares de las víctimas.

## En Memoria de Julieta
Su hijo Óscar Castro Ramírez inauguró en el barrio de La Cisterna en Santiago de Chile, un teatro que viene a continuar el trabajo que estaba realizando con el teatro Aleph en París. Este teatro fue bautizado como “Julieta” en recuerdo de su madre.